# Sydney Theatre Company
Sydney Theatre Company est une école de théâtre basée à Sydney, dont le directeur artistique était lors de sa création en 1978/1979 Richard Wherrett. Elle a été dirigée aussi, de 1999 à 2007, par Robyn Nevin,. Elle est ultérieurement dirigée par une autre actrice bien connue également, Cate Blanchett  et son mari Andrew Upton (en),.